# Anthony Taugourdeau
Anthony Taugourdeau (Marsiglia, 3 giugno 1989) è un calciatore francese, centrocampista del Piacenza.

## Caratteristiche tecniche
Dopo aver iniziato come esterno offensivo, gioca come regista davanti alla difesa o all'occorrenza come difensore centrale. É abile negli inserimenti offensivi e nei calci piazzati, qualità che negli anni della maturità lo ha reso assai prolifico in zona gol.

## Carriera
Approda in Italia nel 2008, tesserato dal Pisa; ha esordito fra i professionisti il 1º novembre 2008 nell'incontro di Serie B perso 1-0 contro il Bari, sostituendo Alessandro Birindelli negli ultimi minuti di gioco. Nel 2009, a seguito del fallimento della società toscana, resta svincolato e passa al Carpi con cui disputa una stagione da titolare (9 reti in 32 partite), attirando l'attenzione dell'AlbinoLeffe.
Nella formazione bergamasca milita dal 2010 al 2015, con l'eccezione di una parentesi in prestito al Prato tra il gennaio e il giugno 2011 nella quale manca la promozione in Prima Divisione nella finale play-off contro la Carrarese. Poco impiegato nelle prime due stagioni tra i cadetti, trova maggior spazio dopo la retrocessione dei seriani e lo spostamento al ruolo di centrocampista centrale. Nel gennaio 2015 si trasferisce per un semestre al Santarcangelo, con cui ottiene la salvezza nel campionato di Lega Pro 2014-2015, prima di scendere in Serie D con il Piacenza, espressamente richiesto dall'allenatore Arnaldo Franzini.
Con gli emiliani ottiene subito la promozione in Lega Pro, e nella stagione successiva è tra i protagonisti del sesto posto finale con 11 reti che ne fanno il capocannoniere della squadra. Il positivo biennio in Emilia gli vale l'ingaggio del Trapani, appena retrocesso dalla Serie B, che investe nel trasferimento 1 milione di euro. Condizionato da una serie di infortuni, fatica a imporsi da titolare con i siciliani (9 presenze nella prima parte della stagione), e nel gennaio 2018 fa ritorno in prestito al Piacenza con cui partecipa nuovamente ai play-off.
Rientrato in Sicilia nel 2018, ritrova continuità di impiego e contribuisce con 8 reti in 34 presenze complessive alla promozione del Trapani tra i cadetti, battendo nella finale promozione dei play-off proprio il Piacenza; Taugourdeau realizza la rete del definitivo 2-0 nella gara di ritorno. Nella stagione successiva tra i cadetti rimane un punto fermo della formazione granata indossando anche la fascia di capitano.
A seguito della retrocessione dei siculi in Serie C, il 27 agosto 2020 viene ceduto al Venezia.
Dopo solo una stagione, viene ceduto a titolo definitivo, nell'ultimo giorno di calciomercato, il 31 agosto 2021, al L.R Vicenza.
Nella stagione 2022-2023 milita nella Turris, trasferendosi poi a titolo definitivo al Lumezzane nel luglio 2023. Con il Lumezzane gioca in Serie C per due stagioni, cogliendo un piazzamento play-off e una salvezza diretta. Il 22 giugno 2025 rescinde consensualmente il contratto, per ritornare dopo sette anni al Piacenza, in Serie D.

## Statistiche

### Presenze e reti nei club
Statistiche aggiornate al 26 aprile 2025.
| Stagione           | Squadra            | Campionato         | Campionato | Campionato | Coppe nazionali | Coppe nazionali | Coppe nazionali | Coppe continentali | Coppe continentali | Coppe continentali | Altre coppe | Altre coppe | Altre coppe | Totale | Totale |
| Stagione           | Squadra            | Comp               | Pres       | Reti       | Comp            | Pres            | Reti            | Comp               | Pres               | Reti               | Comp        | Pres        | Reti        | Pres   | Reti   |
| ------------------ | ------------------ | ------------------ | ---------- | ---------- | --------------- | --------------- | --------------- | ------------------ | ------------------ | ------------------ | ----------- | ----------- | ----------- | ------ | ------ |
| 2008-2009          | Pisa               | B                  | 1          | 0          | CI              | 0               | 0               | -                  | -                  | -                  | -           | -           | -           | 1      | 0      |
| 2009-2010          | Carpi              | D                  | 32+2       | 9          | CI-D            | ?               | ?               | -                  | -                  | -                  | -           | -           | -           | 34+    | 9+     |
| 2010-gen. 2011     | AlbinoLeffe        | B                  | 2          | 0          | CI              | 1               | 0               | -                  | -                  | -                  | -           | -           | -           | 3      | 0      |
| gen.-giu. 2011     | Prato              | 2D                 | 8+4        | 1          | -               | -               | -               | -                  | -                  | -                  | -           | -           | -           | 12     | 1      |
| 2011-2012          | AlbinoLeffe        | B                  | 14         | 0          | CI              | 1               | 0               | -                  | -                  | -                  | -           | -           | -           | 15     | 0      |
| 2012-2013          | AlbinoLeffe        | 1D                 | 26         | 4          | CI+CI-LP        | 0               | 0               | -                  | -                  | -                  | -           | -           | -           | 26     | 4      |
| 2013-2014          | AlbinoLeffe        | 1D                 | 28+1       | 0          | CI+CI-LP        | 2+0             | 0               | -                  | -                  | -                  | -           | -           | -           | 31     | 0      |
| 2014-gen. 2015     | AlbinoLeffe        | LP                 | 12         | 0          | CI+CI-LP        | 1+2             | 0               | -                  | -                  | -                  | -           | -           | -           | 15     | 0      |
| Totale Albinoleffe | Totale Albinoleffe | Totale Albinoleffe | 83         | 4          |                 | 7               | 0               |                    | -                  | -                  |             | -           | -           | 90     | 4      |
| gen.-giu. 2015     | Santarcangelo      | LP                 | 18         | 0          | CI-LP           | 0               | 0               | -                  | -                  | -                  | -           | -           | -           | 18     | 0      |
| 2015-2016          | Piacenza           | D                  | 30+4       | 6+1        | CI-D            | 0               | 0               | -                  | -                  | -                  | -           | -           | -           | 34     | 7      |
| 2016-2017          | Piacenza           | LP                 | 36+3       | 11         | CI-LP           | 2               | 0               | -                  | -                  | -                  | -           | -           | -           | 41     | 11     |
| 2017-gen. 2018     | Trapani            | C                  | 9          | 0          | CI+CI-C         | 3+1             | 0               | -                  | -                  | -                  | -           | -           | -           | 13     | 0      |
| gen.-giu. 2018     | Piacenza           | C                  | 8+3        | 1+1        | -               | -               | -               | -                  | -                  | -                  | -           | -           | -           | 11     | 2      |
| Totale Piacenza    | Totale Piacenza    | Totale Piacenza    | 84         | 20         |                 | 6               | 0               |                    | -                  | -                  |             | -           | -           | 90     | 20     |
| 2018-2019          | Trapani            | C                  | 30+4       | 6+2        | CI+CI-C         | 2+3             | 0               | -                  | -                  | -                  | -           | -           | -           | 39     | 8      |
| 2019-2020          | Trapani            | B                  | 34         | 8          | CI              | 2               | 0               | -                  | -                  | -                  | -           | -           | -           | 36     | 8      |
| Totale Trapani     | Totale Trapani     | Totale Trapani     | 77         | 16         |                 | 11              | 0               |                    | -                  | -                  |             | -           | -           | 88     | 16     |
| 2020-2021          | Venezia            | B                  | 26+5       | 0          | CI              | 0               | 0               | -                  | -                  | -                  | -           | -           | -           | 31     | 0      |
| 2021-2022          | L.R. Vicenza       | B                  | 8          | 1          | CI              | -               | -               | -                  | -                  | -                  | -           | -           | -           | 8      | 1      |
| 2022-2023          | Turris             | C                  | 12         | 0          | CI-C            | 1               | 0               | -                  | -                  | -                  | -           | -           | -           | 13     | .0     |
| 2023-2024          | Lumezzane          | C                  | 25+1       | 3          | CI-C            | 3               | 0               | -                  | -                  | -                  | -           | -           | -           | 39     | 3      |
| 2024-2025          | Lumezzane          | C                  | 30         | 4          | CI-C            | 1               | 0               | -                  | -                  | -                  | -           | -           | -           | 31     | 4      |
| Totale Lumezzane   | Totale Lumezzane   | Totale Lumezzane   | 55+1       | 7          |                 | 4               | 0               |                    | -                  | -                  |             | -           | -           | 60     | 7      |
| Totale carriera    | Totale carriera    | Totale carriera    | 397        | 56         |                 | 25              | 0               |                    | -                  | -                  |             | -           | -           | 422    | 56     |

## Palmarès
- Serie D: 1

Piacenza: 2015-2016